# Naib
Naib, u osmanskom pravosudnom sustavu bio je kadijin (sudčev) zamjenik i pomoćnik. U većim kadilucima kadije su postavljali naibe u sjedištu kadiluka ili u sjedištima nahija. Naibi su bili ovlašteni obaviti sve odluke koje im je kadija dopustio: sudske i ostale, a iz djelokruga stvarne i teritorijalne
nadležnosti. Teritorij na kojem je naib imao nadležnost i mogućnost djelovati zvao se nijabet - ispostava kadiluka tj. niže sudsko-upravno područje kadiluka. Nijabetom se naziva i prihod od globa, novčanih kazna koje je plaćalo stanovništvo na osnovi osude kadije i njegova zamjenika naiba.